# Skive
|  | For alternative betydninger af Skive, se Skive (flertydig). |
Skive er en by i Midtjylland ved halvøen Salling nær Karup Ås udløb i Limfjorden. Der bor 20.090 indbyggere  (2025) i byen. Navnet "Skive" kommer af det oldnordiske skifa der i denne sammenhæng skal forstås som "indhegning af palisader" i betydningen "forsvarsværk". Skive ligger på jernbanestrækningen mellem Viborg og Struer, er hovedby i Skive Kommune og regnes som "Sallings hovedstad". Byen huser Danmarks største kaserne og er desuden kendt for herregården Krabbesholm, som ligger tæt ved industrihavnen i byens østlige ende. De fleste huse i bykernen er opført fra 1880-1914 og sammenholdt med beliggenheden ved fjorden, tiltrækker det i sommerperioden mange besøgende fra ind- og udland. Fjorden og åen benyttes især om sommeren til badning, sejlads og lystfiskeri.
I 2007 blev Skive tilknyttet Region Midtjylland og er hermed den nordligste købstad i denne region. Afstande til andre byer er: Viborg (regionshovedby) 29 kilometer, Nykøbing Mors 30, Struer 36, Holstebro 40, Hobro 51, Herning 51, Aalborg 92 og Aarhus 94.

## Skibonit
En beboer i Skive kaldes en Skibonit, der er en afledning af skivebo og betyder "indbygger fra Skive". Betegnelsen stammer muligvis fra latin og ordet scipionita, som igen stammer fra scipio der kan oversættes med "stok" eller "stav". Oprindelsen er uvis.

## Historie
Der har boet mennesker på Skive-egnen længe. I Krabbesholm Skov findes et par køkkenmøddinger fra Bondestenalderen, ligesom at der f.eks. ved området nær Skive Trav er en del gravhøje.

### Middelalderen
Skive, i Kong Valdemars Jordebog fra 1231 kaldet Skyuæ (senere Schiffue), lige som kongsgården, der kaldes Skhiuægarthæ (det oldnordiske skið betyder planke eller en indhegning af planker), var på Valdemar Sejrs tid krongods og kongsgården kongens private ejendom. I 1327 skænkedes en tredjedel af godset til Erik af Sønderjylland som arv efter hans moder, Erik Plovpennings datter. Her var også et kongeligt birk, nævnt 1407. Byens ældste kendte privilegier, hvori de ældre stadfæstedes, er givne af Valdemar V på Danehoffet i Nyborg den 15. august 1326, senere mange gange bekræftede og udvidede, blandt andet den 22. august 1443 af Christoffer af Bayern, da han opholdt sig på Skivehus, i 1530 og den 22. december 1566. Byen omtales 1329 som en del af det gods, der blev givet i pant til marsken Ludvig Albertsen Ebersteins arvinger. I øvrigt omtales byen kun sjældent.

### Renæssancen
I 1573 eftergav kongen borgerne en del af skatterne "fra den sidste Fejdes Tid" (om Skive Bymark, se Samlinger til jysk Historie 2. Række III, s. 357ff).

### Under enevælden
Fra 1660 til oprettelsen af Viborg Amt i 1794 var byen sæde for amtmanden over Skivehus og Hald Amter. Ved kongeligt reskript af 12. maj 1727 forordnedes herredstinget for Sallingland at skulle holdes i byen. Den har vel i den nyere tid lidt af ildebrande som de andre byer, men det er dog først fra det 18. århundrede, at vi har efterretning om sådanne, nemlig 1715, 1725 (da brændte "al den Del, som var tilbage og ikke afbrændte 1715"), 1748 og 1749.
I 1672 havde den 529 indbyggere, i 1769 havde byen 435 indbyggere. En medvirkende årsag til byens stagnation var konkurrence i sin handel af Aalborg (i 1708 klagede borgerne over dette).
Byen har haft en latinskole, der ophævedes i 1739, hvorefter dens indkomster henlagdes under Viborg Katedralskole .

### Den tidlige industrialisering
I det 19. århundrede voksede byen hastigt, hvortil årsagen navnlig må søges i de forbedrede handelsforhold ved Aggerkanalens åbning og tidens havne- og jernbaneanlæg. I 1841 blev byen fuldstændigt toldsted.
I 1825 brød havet gennem Agger Tange i den vestlige ende af Limfjorden, og da der nu var direkte adgang for skibe til Vesterhavet begyndte byen en handelsmæssig opblomstring som igen forøgede befolkningstallet. I 1864 kom jernbanen til Skive da første del af Viborg-Skive-Struer Jernbane var færdig, i 1865 blev banen forlænget til Struer. I sammen periode blev der anlagt en havn, så byen nu for alvor begyndte at tiltrække industrivirksomheder.
Skive havde omkring 1900 årlig ti markeder: i januar, februar og marts (heste og kvæg), i april og maj (kreaturer), i juni (heste), i juli, i september og i oktober (heste, kvæg og får) samt i november (kvæg og får).
Af fabrikker og industrielle anlæg havde byen omkring midten af 1800-tallet: Et bådebyggeri, to ølbryggerier, to brændevinsbrænderier, fem farverier, sek garverier, en vind- og dampmølle, en tobaksfabrik og et bomuldsvæveri. Af fabrikker og industrier havde byen i 1873: Tre bogtrykkerier, fem ølbryggerier, tre brændevinsbrænderier, et garveri, en gødningsfabrik, to jernstøberier, to kartefabrikker, to klædefabrikker, tre maskinfabrikker, en fabrik for bygningsbeslag m.m., fire tøjfabrikker, fire farverier, to skovlfabrikker, en kradsuldsfabrik, en mineralvandsfabrik, to tobaksfabrikker og tre teglværker. Af fabrikker og industrielle anlæg havde byen omkring århundredeskiftet: Skive Jærnstøberi og Maskinfabrik (årlig omsætning omkring 150.000 kr., 55 arbejdere), Nielsens Farveri, Spinderi og Klædefabrik (omkring 25 arbejdere), et svineslagteri (omkring 30 arbejdere), et tarmsliberi (omkring 20 arbejdere), en papirposefabrik (14 arbejdere) og desuden nogle tobaksfabrikker, ølbryggerier, eddikebryggeri, silderøgeri, mineralvandsfabrik, lervarefabrik, garverier, savskæreri, med mere.
I Skive blev udgivet to aviser: Skive Avis og Skive Folkeblad.
Skives befolkning var stigende i slutningen af 1800-tallet og begyndelsen af 1900-tallet: 2.342 i 1850, 2.763 i 1855, 3.126 i 1860, 3.552 i 1870, 4.184 i 1880, 5.421 i 1890, 6.072 i 1901, 6.520 i 1906 og 6.804 i 1911.
Efter næringsveje fordeltes folkemængden 1890 i følgende grupper, omfattende både forsørgere og forsørgede: 334 levede af immateriel virksomhed, 79 af jordbrug, 32 af gartneri, 42 af fiskeri, 14 af søfart, 1.515 af industri, 927 af handel, 669 af forskellig daglejervirksomhed, 92 af deres midler, 4 nød almisse, og 39 var i fængsel. Ifølge en opgørelse i 1906 var indbyggertallet 5.646, heraf ernærede 318 sig ved immateriel virksomhed, 95 ved landbrug, skovbrug og mejeridrift, 59 ved fiskeri, 3.100 ved håndværk og industri, 1.310 ved handel med mere, 399 ved samfærdsel, 157 var aftægtsfolk, 144 levede af offentlig understøttelse og 64 af anden eller uangiven virksomhed. Da byen havde et meget godt opland i Sallingland og en del af landet mod syd, var handelen ret betydelig og tog et stort opsving i sidste halvdel af det 19. århundrede, til hvilket både jernbanerne og den 1869 anlagte havn bidrog. Fiskeriet blev drevet ifølge fiskeriberetningen 1897-98 fra 7 både; der fiskedes særlig ål (værdi: 1.550 kr.), torsk (2.300 kr.) og rejer (1.500 kr.).

### Mellemkrigstiden
Gennem mellemkrigstiden var Skives indbyggertal voksende: i 1916 5.716, i 1921 6.112, i 1925 8.712, i 1930 9.644, i 1935 10.799, i 1940 11.412 indbyggere. Desuden skete en forstadsudvikling i Skive Landsogn og Resen Sogn, der dog allerede indlemmedes i købstaden i 1925.
Peter Sabroes Børnehjem var et børnehjem i Skive, der er opkaldt efter Peter Sabroe . Byggeriet blev påbegyndt i april 1919 og børnehjemmet var færdigt i december 1919. Selve byggeriet lå i Fredensgade 15, hvor den nuværende Skive Friskole har til huse. 1991 blev børnehjemmet nedlagt.
| År                             | 1916  | 1921  | 1925  | 1930  | 1935   | 1940   |
| ------------------------------ | ----- | ----- | ----- | ----- | ------ | ------ |
| Skive købstad                  | 5.716 | 6.112 | 8.712 | 9.644 | 10.799 | 11.412 |
| Skive Forstad i Skive Landsogn | 1.335 | 1.501 | -     | -     | -      | -      |
| Skive Havneby i Resen Sogn     | -     | 296   | -     | -     | -      | -      |
| Gammelgårde i Skive Landsogn   | -     | -     | -     | (222) | -      | 146    |
| Skive med forstæder            | 7.051 | 7.909 | 8.712 | 9.644 | 10.799 | 11.558 |

Ved folketællingen i 1930 havde Skive 9.644 indbyggere, heraf ernærede 715 sig ved immateriel virksomhed, 3.923 ved håndværk og industri, 1.746 ved handel mm, 863 ved samfærdsel, 363 ved landbrug, skovbrug og fiskeri, 878 ved husgerning, 966 var ude af erhverv og 190 havde ikke oplyst indkomstkilde.
| Næringsveje         | Landbrug m.v. | Håndværk, industri | Handel og omsætning | Transport | Immateriel virksomhed | Hus- gerning | Ude af erhverv | Uangivet | I alt |
| ------------------- | ------------- | ------------------ | ------------------- | --------- | --------------------- | ------------ | -------------- | -------- | ----- |
| Skive købstad       | 363           | 3.923              | 1.746               | 863       | 715                   | 878          | 966            | 190      | 9.644 |
| Gammelgaarde        | 51            | 129                | 8                   | 10        | 0                     | 9            | 14             | 1        | 222   |
| Skive med forstæder | 414           | 4.052              | 1.754               | 873       | 715                   | 887          | 980            | 191      | 9.866 |

### Efterkrigstiden
Efter 2. verdenskrig fortsatte Skive sin befolkningsudvikling. I 1945 boede der 12.369 indbyggere i købstaden, i 1950 14.497 indbyggere, i 1955 15.378 indbyggere, i 1960 15.558 indbyggere og i 1965 16.131 indbyggere. Forstaden Gammelgårde blev indlemmet 1. april 1950.
| År                  | 1945   | 1950   | 1955   | 1960   | 1965   |
| ------------------- | ------ | ------ | ------ | ------ | ------ |
| Skive købstad       | 12.369 | 14.497 | 15.378 | 15.558 | 16.131 |
| Gammelgårde         | 186    | -      | -      | -      | -      |
| Skive med forstæder | 12.555 | 14.497 | 15.378 | 15.558 | 16.131 |

I 1960'erne anlagde man nye bydele syd for Skive Å herunder området Skive Kaserne der blev indviet i 1969.

### Nyere tid
Krabbesholm er i dag indrettet som Krabbesholm Højskole, en folkehøjskole med særlig fokus på kunst, arkitektur og design. Den har gennem årene tiltrukket mange unge mennesker til Skive-egnen. Af andet kulturliv bør festivalen Skive Festival (tidligere Skive Beach Party) nævnes, som finder sted hver sommer ved fjorden.
I 2010 holdt KFUM-spejderne korpslejr SEE 2010.
En 25-årig udviklingsplan for Skive, udarbejdet af Bjarke Ingels Group, blev fremlagt 28. maj 2015.
I 2015 påbegyndtes oprettelsen af GreenLab Skive, en grøn erhvervspark med industriel symbiose i Kaastrup 10 km nord for Skive, og i 2020 er flere nye virksomheder flyttet ind. Den har 54 MW vindkraft og 26 MW solceller, og et 12 MW brint-elektrolyseanlæg installeres. Disse energianlæg er fritaget for elafgift for at støtte ny teknologi.
En tidligere stor virksomhed, slagteriet, er i 2020 under nedrivning, hvorefter arealet forventes anvendt til boliger.
Skive er også kendt for det uafhængige Hancock Bryggerierne, der fremstiller øl og sodavand.

## Kultur
Foruden Krabbesholm byder Skive også på en række andre seværdigheder. På Havnevej finder man Skive Museum fra 1942. Her kan man opleve egnens historie lige fra oldtidens mosefund, over ravfund og Danmarks ældste cykler til mere moderne klenodier. Desuden udstilles især moderne dansk kunst dvs. fra 1920 og frem til i dag med en lille fokus på ældre kunst. Der findes bl.a. værker af Per Kirkeby og Jens Søndergaard indenfor ekspressionismen. Museet er 2018 genåbnet efter en omfattende renovering samt udvidelse.
Den gamle Vor Frue Kirke oprindeligt fra 1200-tallet er et besøg værd. Den var tæt på at blive revet ned i 1880'erne pga. mangel på plads, men blev reddet da man fandt nogle kalkmalerier med helgenfigurer skabt i år 1522. I stedet byggede man en anden kirke, Skive Kirke, som stod færdig i 1898 tæt ved den gamle.
På Torvet finder man Skive Rådhus (også ting- og arresthus) fra 1846 tegnet af arkitekten N.S. Nebelong i en klassicistisk byggestil med nålemager Hans Christian Tørsleff som entreprenør. Ved Sdr. Boulevard/Østerbro ligger to bindingsværkslænger fra 1719 opført ovenpå kælderen fra borganlægget Gl. Skivehus. Bygningerne fungerer som hotel i dag.
Endelig bør man nævne forfatteren Jens August Schade (1903-1978), hvis barndomshjem ligger i Asylgade 7. I 1928 beskrev han i sin litteratur provinsmiljøet i byen og gav Skive dæknavnet "Skæve". Siden den tid er Skive dog vokset betydeligt i indbyggertal og rummer i dag en række forskellige uddannelsesinstitutioner såsom lærerseminarium, gymnasium og højskole på Krabbesholm.
14 kilometer mod nord på østkysten af Salling ligger Jenle opført af forfatteren og digteren Jeppe Aakjær i 1906, og han boede på denne gård frem til sin død i 1930. Der er museum på stedet. Herregården Stårup Hovedgård fra 1554 ligger på østsiden af Skive Fjord ca. 9 kilometer nordøst for byen. Middelalderborgen Spøttrup Borg ligger ca. 10 km uden for Skive.
Skive har også Danmarks længste træbro, der er 300 m og har til formål at binde havn og by sammen.

### Musik
Skive er hjemsted for Skive Festival, som indtil 2008 hed Skive Beach Party. Navneskiftet blev foretaget, efter at forsangeren fra Nephew, Simon Kvamm, foreslog, at de kaldte det Skive Festival, da en festival nemmere tiltrækker større bands end et beach party.
Skive Festival var en overgang Danmarks tredjestørste musikfestival og har præsenteret store udenlandske navne som Linkin Park, The Killers, Tiësto, Gavin Degraw, Green Day og Rammstein.

### Sport
Der findes en række forskellige idrætsforeninger i Skive.
Skive har også bl.a. en amerikansk fodboldklub, Skive Gators, der i 2006 vandt danmarksmesterskabet i Regionalrækken, og i 2007 vandt juniorholdet DM-guld.
På Flyvej finder man Skive Trav, der med sin 800 meter lange bane er den væddeløbsbane i Danmark, hvor man kommer tættest på hestene.
Skive Atletik og Motion fik i 2007 bragt deres herrehold op i Elite Divisionen, da de vandt finalerunden i 1. division over sommeren.
Klubben har i en årrække været indehaver af den eneste indendørs atletikbane i Danmark med internationale mål og en 200 meter hævet rundbane, som hvert år bruges til de danske indendørsmesterskaber i atletik.
Byens ældste bokseklub Skive Atlet Club (SAC), som blev grundlagt i 1925, skiftede i 2015 navn til Skive Amatørbokse Club til deres 90 års jubilæum. Året efter blev navnet igen ændret til Skive Atlet Club (SAC)
Håndboldklubben Skive fH havde i 2012-2013 både mænd og kvinder repræsenteret i Håndboldligaen.
Skive Cykle Klub blev stiftet i 1952, og er arrangør af et årligt DCU licensløb ved Spøttrup. To gange, i 2005 og 2026, har klubben været arrangør af DM i cykelcross,

## Politik

### Landspolitik

#### Radikal højborg
Det Radikale Venstre har traditionelt nydt stor opbakning i Skivekredsen, ofte ganske langt over landsgennemsnittet. Dette understreges med, at det lokale dagblad, Skive Folkeblad, er erklæret radikal. De senere år har dog budt på dalende opbakning, således at landsgennemsnittet siden valget 2005 har været over kredsresultatet.
Den radikale højborg var allerede under opbygning i slutningen 1870'erne, og i 1882 svandt opbakningen til Højre så meget ind, at kredsen blev betegnet som en sikker kreds for den radikale fløj af Det Forenede Venstre. Igennem de næste årtier så det politiske billede noget mudret ud, bl.a. blev der i 1909, 1910 og 1913 valgt en del løsgængere, heriblandt den lokale Venstreforeningen af 1908's kandidat, Hans Nielsen, som blev valgt på Skive-programmet. Nielsen ønskede oprindeligt at indgå i Reformpartiets folketingsgruppe, men endte med at indgå i Det Radikale Venstres folketingsgruppe.
En af de kendte skikkelser i den radikale bevægelse er Bertel Dahlgaard, som har været minister ad to omgange og folketingsmedlem i 40 år (1920-1960). Dahlgaard var én af mændene bag indlemmelsen af den radikale Venstreforeningen af 1908 i Det Radikale Venstre i 1920.
I nyere tid har borgmesterposten dog normalt tilhørt enten Venstre eller Socialdemokraterne.

## Uddannelse

### Folkeskoler
Skive Kommune har i alt 16 folkeskoler fordelt på 20 undervisningssteder over hele Salling og Skive.
1. Aakjærskolen
2. Ådalsskolen -i 2008 blev Dalgasskolen & Rønbjerg Skole sammenlagt under fælles ledelse [35]
3. Balling Skole
4. Nordøstsalling Skoler og Dagtilbud, Breum, Jebjerg og Fursund Skole
5. Brårup Skole
6. Durup Skole
7. Glyngøre Skole
8. Hem Skole
9. Højslev Skole
10. Krabbeshus Heldagsskole – en af regionens største skoler for børn og unge med autismespektrumforstyrrelser.[36]
11. Nr. Søby Skole
12. Oddense Skole
13. Resen Skole
14. Roslev/Hjerk-Harre Skole
15. Skivehus Skole
16. Tieren – Skive kommunes 10 klasse.
17. Vestsalling Skole og Dagtilbud, Lem, Rødding og Balling skole
18. Ørslevkloster Skole
19. Ungdomsskolen-Skive, tilbyder elever fra 7. klasse og op til det fyldte 18. år fritidsundervisning.

### Private skoler
- Friskolen i Skive
- Krabbesholm Højskole
- Salling Ungdomsskole
- Thise Friskole

### Ungdomsuddannelser, videregående uddannelser og andre undervisningstilbud
- Center for Kommunikation og Undervisning – tilbyder rådgivning, vejledning og undervisning til borgere med erhvervet eller medfødt handicap.
- Erhvervsakademi Dania – tilbyder kortere videregående uddannelser til serviceøkonom, datamatiker og produktionsteknolog
- Produktionsskolen – undervisningsalternativ for unge der endnu ikke har gennemført en ungdomsuddannelse.
- Skive Handelsskole – tilbyder HG, HHX
- Skive College
- Skive Seminarium er en del af VIA University College – tilbyder læreruddannelse
- Skive Gymnasium og HF – tilbyder HF og STX
- Skive Tekniske Skole – tilbyder HTX og diverse erhvervsuddannelser
- Social- og sundhedsuddannelsen – tilbyder uddannelserne til social- og sundhedshjælper , social- og sundhedsassistent og pædagogisk assistent.
- VUC Skive-Viborg – tilbyder enkeltfag og HF

## Billeder fra Skive
- Skive Lystbådehavn
- Skive Posthus
- Skive Museum (2007, før renovering og udbygning)
- Rådhushaven med skulpturen "Skatkammeret" fra 1992, der mange gange er forsøgt plyndret.[37]

## Venskabsbyer
Skive har følgende venskabsbyer:
- Ylöjärvi
- Christianshåb
- Kongsvinger
- Arvika

## Berømte bysbørn
- Jens August Schade, forfatter
- Per Fly, filminstruktør
- Ulf Pilgaard, skuespiller
- Preben Kristensen, skuespiller
- Dúné (opløst 2018), band
  - Mattias Kolstrup, forsanger og sangskriver
- Superheroes, band
  - Thomas Troelsen, forsanger
  - Private, efterfølger til Superheroes
- Rasmus Würtz, fodboldspiller
- Mads Langer, sanger og sangskriver
- Søren Balsner, musiker (Carpark North) og producer
- Rune Tolsgaard, komiker
- Kai Hartmeyer, radiovært
- Søren Rasmussen, håndboldspiller
- Jens Peter Christensen, højesteretsdommer
- Lene Beier, tv-vært
- Tarok, travhest
- Marianne Bedsted, bestyrelsesformand i DR
- Thomas Grønnemark, indkasttræner i fodbold